# Медаль «10 років Конституції Республіки Казахстан»
Ювілейна медаль «10 років Конституції Республіки Казахстан» (каз. Қазақстан Конституциясына 10 жыл) — державна нагорода Республіки Казахстан, заснована на підставі Указу Президента Республіки Казахстан від 20 квітня 2005 року № 1555 р. з метою заохочення громадян Республіки Казахстан та іноземних громадян, які зробили значний внесок у розвиток та становлення конституційних засад Республіки Казахстан, а також в ознаменування 10-річчя Конституції Республіки Казахстан.

## Опис
Ювілейна медаль «Қазақстан Конституція сина 10 жил» виготовляється з латуні, має форму кола діаметром 34 мм.
На аверсі медалі у центрі, на тлі стилізованого сонця, зображено Державний герб Республіки Казахстан. По колу між диском сонця і променями розташований напис «Қазақстан Конституціясина». Під Державним гербом зображено розкриту книгу, що символізує Конституцію Республіки Казахстан, на якій є напис «10 жил».
На реверсі медалі в центральній частині на блискучій поверхні нанесено напис у два рядки «1995», «2005», розділені між собою межею.
Усі зображення та написи на медалі рельєфні, золотистого кольору.
Краї медалі виділені бортиком.
Медаль за допомогою вушка та кільця з'єднується з колодкою шестикутної форми висотою 50 мм та шириною 34 мм, виготовленою з латуні. Колодка обтягнута стрічкою муарового кольору Державного прапора Республіки Казахстан (блакитний) з двома білими поздовжніми смугами шириною 4 мм, розташованими від країв на відстані 12 мм. Ширина муарової стрічки — 34 мм, висота 50 мм. На звороті колодки розташована шпилька, за допомогою якої медаль кріпиться до одягу.
Медаль виготовлена на Казахстанському монетному дворі у місті Усть-Каменогорськ.

## Галерея

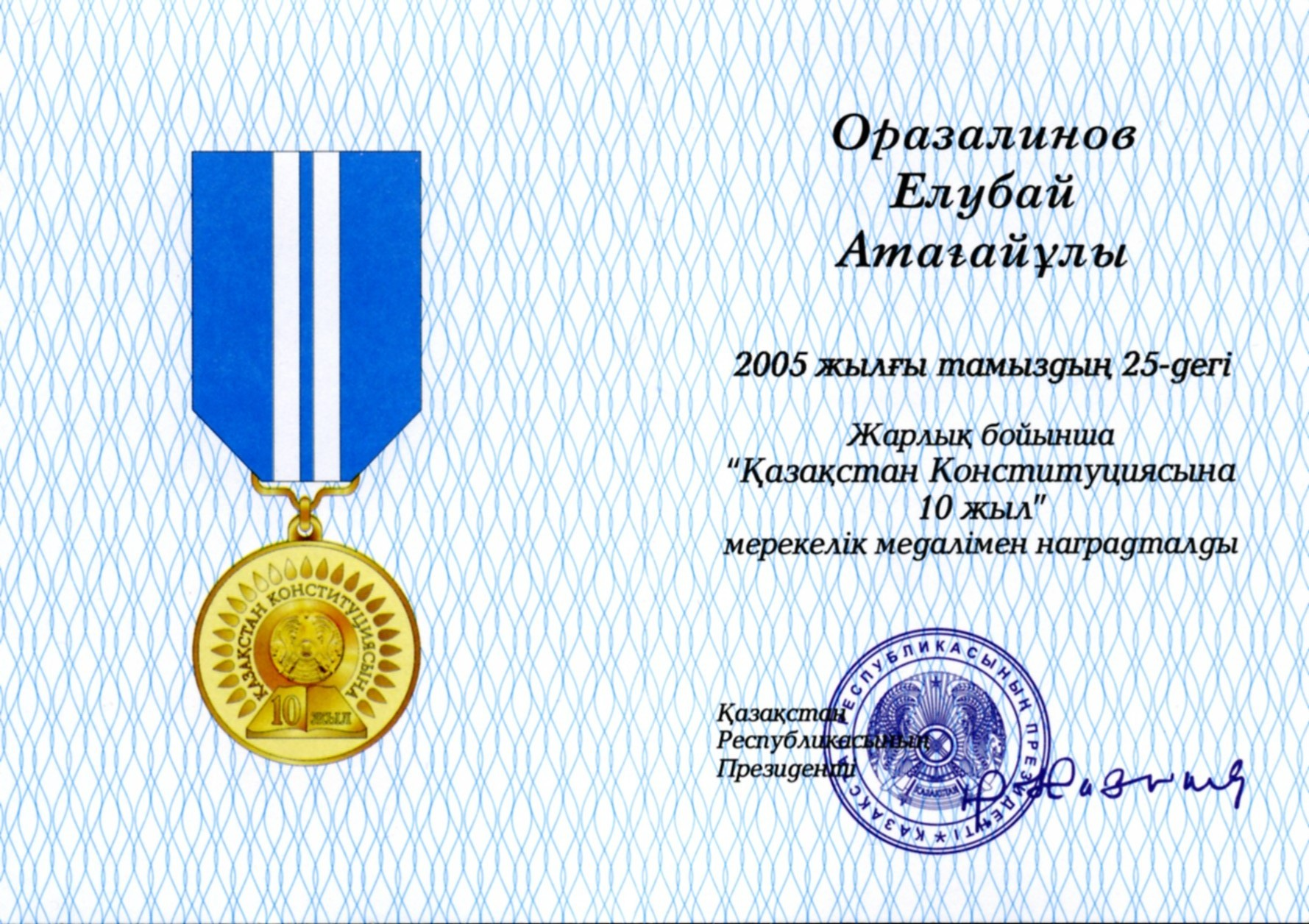
Посвідчення медалі